# (300026) 2006 UO97
(300026) 2006 UO97 es un asteroide perteneciente al cinturón de asteroides, descubierto el 18 de octubre de 2006 por el equipo del Spacewatch desde el Observatorio Nacional de Kitt Peak, Arizona, Estados Unidos.

## Designación y nombre
Designado provisionalmente como 2006 UO97.

## Características orbitales
2006 UO97 está situado a una distancia media del Sol de 3,090 ua, pudiendo alejarse hasta 3,757 ua y acercarse hasta 2,423 ua. Su excentricidad es 0,215 y la inclinación orbital 3,745 grados. Emplea 1984,87 días en completar una órbita alrededor del Sol.

## Características físicas
La magnitud absoluta de 2006 UO97 es 16,6.